# Meloe nebulosus
Meloe nebulosus is een keversoort uit de familie van oliekevers (Meloidae). De wetenschappelijke naam van de soort is voor het eerst geldig gepubliceerd in 1970 door Pinto.